# Mujer, pájaro, estrella (Homenaje a Pablo Picasso)
Femme, oiseau, étoile (Homenatge a Pablo Picasso) es una pintura al óleo de Joan Miró realizada entre los años 1966 y 1973.
Se trata de una obra terminada el día de la muerte de Pablo Picasso, amigo de Miró. Por esta razón en el reverso del lienzo, Miró escribió las fechas de inicio y finalización junto con las palabras «Homenatge a Pablo Picasso» (Homenaje a Pablo Picasso en catalán) que posteriormente se añadieron al título de la obra.
En el año 1988 ingresó a la colección del Museo Nacional Centro de Arte Reina Sofía en Madrid.